# J'aurais voulu être un danseur
Pour plus de détails, voir Fiche technique et Distribution.
J'aurais voulu être un danseur est un film musical franco-belgo-britannico-luxembourgeois écrit et réalisé par Alain Berliner, sorti en 2007 (filmé en 2005).

## Synopsis
La vie de François Maréchal (Vincent Elbaz) est paisible et heureuse. Marié à une jeune et ravissante femme (Cécile de France), il est père d'un petit garçon et vient d'obtenir une promotion à son boulot (gérant dans une vidéothèque). Tout semble donc se passer à merveille dans une vie rangée. Jusqu'au jour où, à l'occasion de la sortie DVD du film Chantons sous la pluie, François va être happé par le monde merveilleux de la comédie musicale.
Très vite, sa décision est prise, il veut devenir danseur de claquettes ! Tournant le dos à son bonheur tranquille, il va laisser tomber femme, enfant et boulot pour vivre sa soudaine passion dévorante. Danseur médiocre mais persévérant, il finira par exercer son art dans un club de province, qui le mettra face à son passé : son père (Jean-Pierre Cassel) qu'il croyait mort et qui, comme lui, bien des années auparavant, a tout laissé tomber pour les claquettes…

## Fiche technique
- Titre original : J’aurais voulu être danseur
- Titre provisoire : Broadway dans la tête
- Réalisation : Alain Berliner
- Scénario : Alain Berliner, avec la collaboration de Sonia Bekhor
- Décors : Pierre-François Limbosch
- Costumes : Catherine Marchand
- Photographie : Tony Pierce-Roberts (BSC)
- Son: Pierre Mertens
- Montage : Marie-Hélène Dozo
- Musique : Terry Davies
- Musique additionnelle : Frédéric Vercheval, Jeannot Sanavia (lb)
- Musique chorégraphies : Marc Collin
- Chorégraphies : Mette Berggreen
- Producteur : Patrick Quinet 	...
- Coproducteurs : Christine Alderson, Claude Waringo
- Producteur exécutif : Serge Zeitoun
- Sociétés de production : Artémis Productions, Samsa Film, Ipso Facto Films
- Société de distribution : Eurozoom
- Pays de production :  Belgique,  France,  Royaume-Uni,  Luxembourg
- Langue : français
- Durée : 103 minutes
- Dates de sortie :
  - Belgique : 25 avril 2007
  - France : 29 août 2007

## Distribution
- Vincent Elbaz : François Maréchal
- Cécile de France : Blanche
- Jean-Pierre Cassel : Guy adulte
- Circé Lethem : Ariane
- Pierre Cassignard : Guy jeune
- Jeanne Balibar : Claudia
- Simon Buret : Maurice
- Franck Monier : Christian
- Pascal Langdale : Antoine
- Éric Godon : Tony
- Gaëtan Wenders : Titi
- Georges Du Fresne : Alexandre
- Virginie Hocq : Nicole jeune
- Claudine Pelletier : Nicole âgée